# .example
.example — загальний домен верхнього рівня. Зарезервований Internet Engineering Task Force (англ. IETF) у RFC 2606 у червні 1999 року для доменів, які слід використовувати як приклади (наприклад, у документації), а також для тестування. Не призначений для установки як домен верхнього рівня у глобальній системі доменних імен (DNS).
Інші зарезервовані домени: .invalid, .localhost, .test.
Ці загальні домени верхнього рівня були зарезервовані для зниження ймовірності конфліктів і плутанини. Таким чином ці імена можна використовувати як приклади (наприклад, в документації) або для тестування.
Домен верхнього рівня .example призначений для використання у документації або інших технічних письмовому вигляді, де доменні імена представлені як приклади в користування або презентація концепції системи доменних імен.